# 曲当乡
曲当乡（藏語：ཆུ་ཐང་），是中华人民共和国西藏自治区日喀则市定日县下辖的一个乡镇级行政单位。
珠穆朗玛峰东坡位于该乡（西坡属扎西宗乡）。

## 行政区划
曲当乡下辖以下地区：
卡达普村、伦珠林村、亚曲村、优洛村、曲当村、仁青林村、扎西岗村、琼达村、帕仁村、杂杂村、雪达村、恰普村、差村、赤村、通门村、扎村、帕薪村、参木达村和优帕村。